# Movceanî, Krasîliv
Movceanî (în ucraineană Мовчани) este un sat în comuna Șciîborivka din raionul Krasîliv, regiunea Hmelnîțkîi, Ucraina.

## Demografie
Componența lingvistică a localității Movceanî
     Ucraineană (98,98%)
     Alte limbi (0,68%)
Conform recensământului din 2001, majoritatea populației localității Movceanî era vorbitoare de ucraineană (98,98%), existând în minoritate și vorbitori de alte limbi.